# Stazione di Solingen Centrale
La stazione di Solingen Centrale (in tedesco Solingen Hbf) è la principale stazione ferroviaria della città tedesca di Solingen.

## Storia
Il fabbricato viaggiatori, in stile moderno, venne costruito in sostituzione del vecchio edificio ottocentesco divenuto insufficiente alle necessità e ultimato nel 1968.

## Movimento

### Trasporto regionale e S-Bahn
La stazione è servita dalla linea RegioExpress RE 7, dalla linea regionale RB 48 e dalle linee S 1 e S 7 della S-Bahn.

### Esplicative
1. ↑  Abbreviazione di Solingen Hauptbahnhof, letteralmente "Solingen stazione principale".

### Bibliografiche
1. ↑  (DE) Martin Schack, Neue Bahnhöfe. Empfangsgebäude der Deutschen Bundesbahn 1948–1973, Berlino, Verlag B. Neddermeyer, 2004,  p. 194, ISBN 3-933254-49-3.
2. ↑   Schienennetz 2017 - Bahnen der Region (PDF), su vrsinfo.de (archiviato dall'url originale il 22 luglio 2017).